# Caliban (La Tempête)
Pour les articles homonymes, voir Caliban.
Caliban est un personnage de fiction de la pièce de théâtre La Tempête de William Shakespeare. Il s'agit d'un personnage monstrueux et vil, esclave du mage Prospero et fils de la sorcière Sycorax.

## Origine et inspiration
Dans son livre Les Tsiganes, l'indianiste Jules Bloch indique que Shakespeare aurait utilisé le mot Rom « kaliben » signifiant « noirceur, ténèbres ». Les Roms ont commencé à immigrer en Angleterre un siècle avant que Shakespeare n'écrive The Tempest. Cette étymologie rom, « kaliban » ou « cauliban », avait déjà été émise comme hypothèse par Kluyber en 1895,, et reprise au XXe siècle par des spécialistes reconnus de l'œuvre de Shakespeare comme Chambers (1930) et les Vaughan (1993),.

## Interprétation
Dans un cadre de critique de la colonisation, Caliban a été désigné comme symbole de l'indigène opprimé. C'est le cas en particulier dans la pièce Une tempête d'Aimé Césaire.

## Postérité
Le poète et auteur dramatique français Émile Bergerat utilisa le nom de Caliban (ainsi que celui d'Ariel, autre personnage de La Tempête), comme nom de plume — qu'il inclut également dans plusieurs titres de ses œuvres.
Le nom de Caliban, en référence au personnage de cette pièce, a été donné à :
- un célèbre essai sur la culture de l'Amérique latine écrit par le Cubain Roberto Fernández Retamar (1971)[7]
- une nouvelle de Robert Silverberg, Caliban (1972) ;
- un personnage de Dan Simmons dans ses livres Ilium (2003) et Olympos (2005);
- un personnage de comics, Caliban (créé en 1981) ;
- une trilogie de Roger MacBride Allen, La Trilogie de Caliban (entre 1993 et 1996) ;
- Caliban, un des satellites naturels d'Uranus, découvert en 1997 (les différentes lunes de la planète ont toutes des noms de personnages de Shakespeare et d'Alexander Pope).
- la planète mère des Dark Angels de l'univers Warhammer 40k (durant l'hérésie d'Horus)
- Un célèbre essai sur le capitalisme patriarcal de Silvia Federici, Caliban et la sorcière : Femmes, corps et accumulation primitive (2014)
- Dans le jeu vidéo Destiny 2, la Main de Caliban est un gantelet exotique lié à l'énergie solaire, ajouté le 23 mai 2022.
- L’universitaire et dramaturge Hélène  Beauchamp fait référence, dans ses recherches (communication à Carnet d'Hiver #7,Toulouse) à l’ouvrage «  Todo Caliban », du Cubain Roberto Fernández Retamar, publié en 1971, où Caliban devient la figure de l'Indien d'Amérique victime du colonialisme qui lui a confisqué ses terres et l'a forcé à parler la langue de l'envahisseur.
- La pièce I, Caliban de l'auteur britannique Tim Crouch ( qui fait partie du projet I, Shakespeare), est un monologue qui donne parole au personnage de Caliban. La première adaptation à la scène en France de ce texte, créé au Théâtre Le Périscope, Scène conventionnée Arts de la marionnette  de Nîmes le 20 octobre 2023, a été dirigée par Joëlle Noguès (Compagnie Pupella-Noguès)